# Stenodontes damicornis
Stenodontes damicornis är en skalbaggsart som först beskrevs av Carl von Linné 1771.  Stenodontes damicornis ingår i släktet Stenodontes och familjen långhorningar. Inga underarter finns listade i Catalogue of Life.